# Банда (місто)
Банда (англ. Banda, гінді बांदा) - місто в південній частині штату Уттар-Прадеш, Індія. Адміністративний центр округу  Банда.